# 渋川寺野インターチェンジ
渋川寺野インターチェンジ（しぶかわてらのインターチェンジ）は、静岡県浜松市浜名区引佐町渋川にある三遠南信自動車道（三遠道路）のインターチェンジである。浜松方面出入口のみのハーフインターチェンジなので、鳳来峡・飯田方面へ向かうことはできない。当初の計画では、このインターチェンジは建設される予定はなかったが、地元の要望により急遽設置されることとなった。

## 歴史
- 2011年（平成23年）12月21日：当IC設置を急遽決定。名称は渋川寺野IC。
- 2012年（平成24年）3月4日：鳳来峡IC - 浜松いなさ北IC間開通に伴い供用開始[1][2][3]。

## 周辺
- 寺野三日堂
  - 毎年1月3日に重要無形文化財に指定されている「寺野三日堂祭礼ひよんどり（寺野ひよんどり）」が行われている。
- 渋川つつじ公園

## 接続する道路
- 直接接続
  - 浜松市道

- 間接接続
  - 静岡県道298号・愛知県道505号渋川鳳来線
  - 静岡県道47号引佐六郎沢線
  - 静岡県道299号渋川都田停車場線

## 隣
E69 三遠南信自動車道
鳳来峡IC - 渋川寺野IC（浜松方面のみの出入口）  - 浜松いなさ北IC（飯田方面のみの出入口）/浜松いなさ北TB